# Trần Hiếu Ngân
Trần Hiếu Ngân (* 26. května 1974 Tuy Hòa, Vietnam) je vietnamská taekwondistka, první vietnamský sportovec, který získal olympijskou medaili. V roce 2000 na hrách v Sydney vybojovala stříbrnou medaili v kategorii do 57 kg.